# Proechimys steerei
Proechimys steerei is een zoogdier uit de familie van de stekelratten (Echimyidae). De wetenschappelijke naam van de soort werd voor het eerst geldig gepubliceerd door Goldman in 1911.

## Voorkomen
De soort komt voor in het midden van Colombia en het noorden van Bolivia oostwaarts tot in het westen van Brazilië.